# Vasile Caravia
Vasile Caravia (în greacă Βασίλειος Καραβίας, transliterat: ?; n. 1773, Itaca, Peloponez, Grecia de Vest și Insulele Ionice⁠(d), Grecia – d. 1830, Syros⁠(d), Administrația descentralizată a Mării Egee⁠⁠(d), Grecia) a fost un comandant etnic grec al forțelor de poliție din Galați, devenit căpetenie eteristă în oastea lui Alexandru Ipsilanti și protagonist al unor acțiuni din timpul Războiului de Independență al Greciei desfășurate pe teritoriul Principatelor Dunărene. 
Numit inițial de către domnitorul Moldovei baș-bulucbașă la Galați, a devenit cunoscut în epocă în Principate pentru acțiunile sale de multe ori vehemente, care, nu puteau fi explicate decât dacă ar fi fost băut, motiv pentru care se spunea că era un bețiv notoriu. De numele lui se leagă masacrarea de către oamenii de sub comanda sa, la Galați în luna februarie 1821 a vreo 60-80 de turci, negustori și stăpâni de nave, incendierea orașului Focșani, jafuri, uciderea lui Tudor Vladimirescu, precum și o parte din responsabilitatea pentru eșecul militar al Eteriei în Bătălia de la Drăgășani.
Printre descendenții săi este posibil să se afle pianistul român Nicolae Caravia și economistul Bernard Caravia, director al sucursalei din București a Băncii Viticole.